# Ezer Weizman
Ezer Weizman (hebrejsky:  עזר ויצמן;‎ 15. června 1924 – 24. dubna 2005) byl v pořadí sedmý prezident Státu Izrael v letech 1993 až 2000. Za druhé světové války létal jako bojový pilot britského Královského letectva. Po skončení války studoval ve Spojeném království na škole pro velitele a příslušníky britského Královského letectva (Royal Air Force Command and Staff College). V kariéře letce pokračoval i v Izraeli, kde v roce 1958 v hodnosti generálmajora dosáhl nejvyšší vojenské pozice u vzdušných sil – velitele Izraelského vojenského letectva. Ze své funkce velitele operací Generálního štábu se v roce 1967 velkou měrou podílel na vítězství Izraelských obranných sil (IOS) v šestidenní válce.
Byl poslancem izraelského parlamentu (Knesetu) a ke konci 70. let působil ve funkci ministra obrany. Mimo to zastával několik dalších ministerských funkcí; ministra dopravy, vědy a technologie a ministra pro arabské záležitosti. Přestože byl část života díky svým politickým a vojenským názorům řazen mezi tzv. jestřáby (zastánce tvrdého postupu vůči nepřátelským Arabům), stal se nakonec významným zastáncem mírového řešení izraelsko-palestinského konfliktu a mimořádným způsobem se zasadil o přijetí egyptsko-izraelské mírové smlouvy z roku 1979. Tento posun je dobře patrný i ze členství v jednotlivých organizacích a stranách; ke konci 40. let byl členem radikální pravicové organizace Irgun, v 70. letech pak členem pravicové strany Cherut (potažmo Gachal; dnešní Likud), v polovině 80. let členem vlastní středolevé strany Jachad, až nakonec koncem 80. a počátkem 90. let členem levicové strany Ma'arach (dnešní Strana práce).

## Biografie
Ezer Weizman se narodil v Tel Avivu do jedné ze zakladatelských rodin sionistické Palestiny – rodiny Weizmannů (nejvýznamnějším členem byl jeho strýc, Chajim Weizmann, uznávaný chemik, prezident Světového sionistického kongresu a pozdější první izraelský prezident). Ezer vyrůstal v Haifě, kde jeho otec Jechiel, povoláním agronom, přednášel na Technionu – Izraelském technologickém institutu. V Haifě vychodil základní školu ha-Reali ha-Ivri, založenou sionistickým hnutím. V roce 1950 se oženil se s Reumou Schwartzovou, se kterou měl dvě děti – syna Saula a dceru Michal. Saul byl v červnu 1970 vážně zraněn egyptským odstřelovačem během opotřebovací války u Suezského průplavu a později v roce 1991 s manželkou zahynul během dopravní nehody.

### Vojenská kariéra

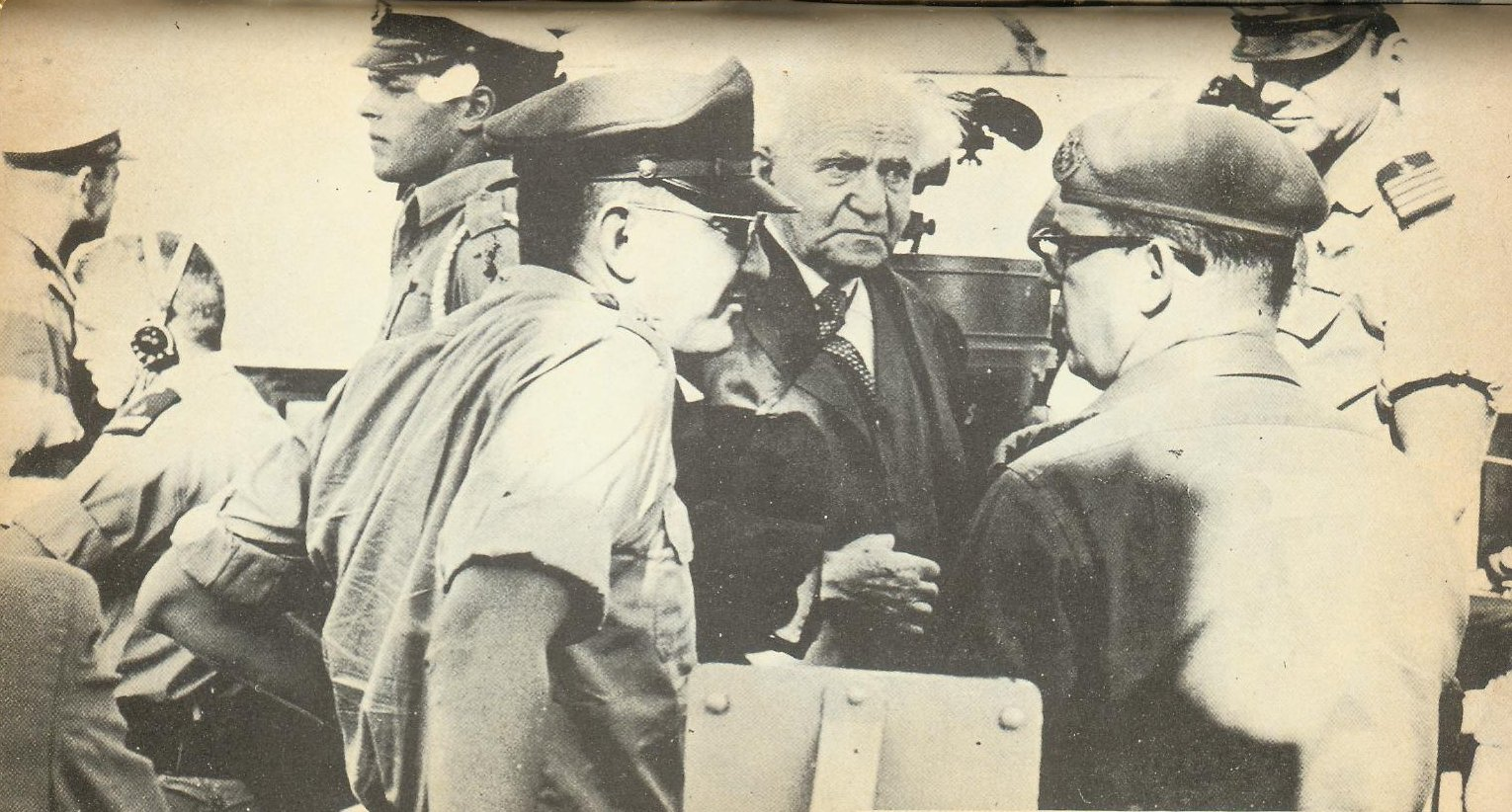
Ezer Weizman, David Ben Gurion a Chajim Laskov v roce 1956 během Sinajské války

Již v mládí se zajímal o letectví a v šestnácti letech získal v Haifě pilotní osvědčení v místním leteckém klubu. Svou vojenskou kariéru začal v osmnácti letech během druhé světové války, když se v roce 1942 nechal zapsat do britského Královského letectva, aby navázal na svého bratrance Michala, který zahynul v letecké bitvě nad Lamanšským průlivem. Zpočátku byl Ezer řidičem nákladního automobilu převážejícího palivo pro britské stroje v Libyjské poušti. V roce 1943 absolvoval letecký výcvik v Jižní Rhodesii (dnešní Zimbabwe). Během války sloužil Egyptě, Jihoafrické republice a nakonec od roku 1944 až do konce války jako stíhací pilot Spitfiru v britské Indii. Svou kariéru u britského královského letectva skončil v hodnosti seržant.

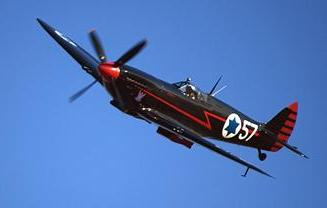
Weizmanův Supermarine Spitfire Mk IX

Rok po skončení války se vrátil do Londýna, kde vstoupil do židovské podzemní organizace Irgun (známého též jako Ecel). Jejím příslušníkem byl v letech 1946 až 1948. Mezi tím se vrátil do mandátní Palestiny, kde v roce 1947 vstoupil do Šerut avir (doslova „Letecká služba“), což byla letecká složka Hagany. Ve válce za nezávislost létal na letounech Piper J-3 Cub, s nimiž letecky dopravoval munici a zásoby obleženým židovským osadám v Negevské poušti a Guš Ecionu. Týden před vyhlášením izraelské nezávislosti v květnu 1948 byl společně s dalšími piloty vybrán, aby se v Československu na letecké základně v Českých Budějovicích učil létat na strojích Avia S-199, založených na německých letounech Messerschmitt Bf 109G. Zúčastnil se první bojové mise, při které izraelské letouny 101. peruti zaútočily na egyptskou armádu u mostu Gešer ad Halom, při jejím postupu směrem k arabskému městu Išdud (dnešní Ašdod) jižně od Tel Avivu. Byl rovněž jedním ze čtyř izraelských pilotů Spitfirů, kteří 7. ledna 1949 bojovali proti 14 britským pilotům RAF na letounech Spitfire a Hawker Tempest. V této slavné bitvě Izraelci sestřelili tři britské stroje.
Po válce se stal členem nově vzniklých Izraelských obranných sil (IOS) a byl jedním ze zakladatelů současného Izraelského vojenského letectva. To v roce 1949 navázalo na činnost Hagany, respektive Šerut Avir. V roce 1951 odjel do Spojeného království studovat na škole pro velitele a příslušníky britského Královského letectva (Royal Air Force Command and Staff College). Po absolvování tohoto kurzu se stal prvním velitelem letky proudových stíhačů Gloster Meteor. V roce 1956 dohlížel na tajnou přepravu 60 francouzských stíhacích letounů Mystère.
V roce 1958 byl povýšen na generálmajora a byl jmenován velitelem Izraelského vojenského letectva. Tuto funkci zastával až do roku 1966. Během tohoto období transformoval a modernizoval izraelské letectvo prostřednictvím zakoupení nadzvukových letounů. V roce 1966 mimo jiné dohlížel na zběhnutí kapitána iráckého letectva Muníra Redfy, jehož letoun MiG-21 poskytl Izraeli cenné informace o přednostech a slabinách tohoto letounu. V tom samém roce byl povýšen a stal se zástupcem náčelníka Generálního štábu IOS. Weizman získal uznání za své působení v hodnosti velitele operací Generálního štábu během šestidenní války v červnu 1967. Z této funkce hrál významnou roli při plánování preemptivních leteckých útoků proti egyptským leteckým základnám známých jako operace Moked, díky nimž Izrael získal téměř úplnou leteckou převahu na bojištích šestidenní války na Sinaji. Díky zásluhám na tomto naprostém izraelském vítězství se stal národním hrdinou. Weizman, jakožto zástupce náčelníka Generálního štábu, měl druhou nejvyšší hodnost v izraelské armádě. Po válce bylo jeho cílem stát se náčelníkem Generálního štábu. Ale poté, co byla jeho žádost v roce 1969 premiérkou Goldou Meirovou zamítnuta, pochopil, že je pro něj tato nejvyšší vojenská hodnost zapovězena. Téhož roku proto z armády v hodnosti generálmajora odešel.

### Politická kariéra
Bezprostředně po odchodu z armády vstoupil Weizman do pravicové strany Gachal Menachema Begina (předchůdkyně Likudu). V prosinci 1969 se stal ministrem dopravy ve vládě národní jednoty, kterou po smrti Leviho Eškola vedla Golda Meirová. V této vládě byl vůbec nejmladším ministrem a platil za zastánce tvrdé linie. Tento post zastával až do roku 1970, kdy strana Gachal na protest vůči Rogersovu plánu opustila vládu. V letech 1971 až 1972 byl předsedou výkonné rady strany Cherut (Cherut byl součástí aliance stran Gachal). Stranu opustil v roce 1972 po rozepřích s jejím předsedou Menachemem Beginem. V roce 1973, tj. v období, kdy byl Weizman mimo politickou scénu, došlo ke sloučení několika pravicových stran (včetně Cherutu) ve stranu Likud. O rok později se Weizman do politiky vrátil a stal se členem Likudu. O tři roky později, v roce 1977, byl volebním manažerem Likudu, který triumfoval v parlamentních volbách a přerušil tak téměř třicetiletou vládní hegemonii labouristů.

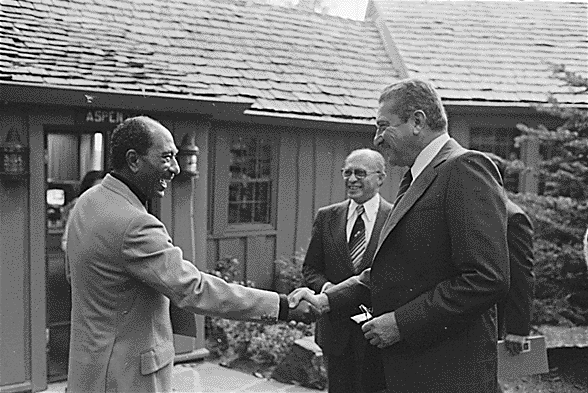
Anwar Sadat, Menachem Begin a Ezer Weizman (vpravo) při mírových jednáních v Camp Davidu, 1978

Ve volbách byl vůbec poprvé zvolen poslancem Knesetu a v nové vládě Menachema Begina byl v červnu 1977 jmenován ministrem obrany. Za významný přelom v jeho doposud jestřábím smýšlení se považuje návštěva egyptského prezidenta Anwara Sadata v Jeruzalémě v listopadu 1977. Přestože se tehdy zotavoval z dopravní nehody, opustil nemocnici, aby se mohl mírových jednání účastnit. Při jednáních nabídl Sadat Izraeli mír („žádné války a žádná krveprolití“) a od té doby pro Weizmana nebylo otázkou jak jej docílit, ale kdy. V následujících měsících pak Weizman sehrál klíčovou roli při mírových jednání s Egyptem. Přerod ve Weizmanově smýšlení je patrný i ze dvou jeho knih, a to Na křídlech orla (On Eagles' Wings) z poloviny 70. let a Bitva za mír (Battle for Peace) z roku 1981. V první zmíněné knize zastává názor, že by Izrael měl anektovat Západní břeh a Pásmo Gazy, zatímco ve druhé již plně podporuje mírový proces. V souvislosti se změnou jeho názorů se objevilo i tvrzení, že jej ovlivnilo vážné zranění jeho syna Saula, avšak to Weizman odmítl.
V březnu roku 1978 zahájil Weizman v reakci na palestinské teroristické útoky operaci Lítání proti Organizaci pro osvobození Palestiny (OOP), při níž došlo k obsazení území jižního Libanonu (Izrael se následně stáhl a jeho vojáky nahradili příslušníci prozatímních jednotek OSN v Libanonu, též známých jako UNIFIL).
Během mírových jednání s Egyptem navázal dobré vztahy jak s prezidentem Sadatem, tak s egyptskými vyjednavači, kterými byli Butrus Butrus-Ghálí a Husní Mubárak (budoucí egyptský prezident). Anwar Sadat o Weizmanovi dokonce prohlásil: „Weizman je jediná izraelská osobnost, se kterou mohu jednat … je můj mladší bratr.“ Mimořádně vřelé vztahy byly jedním z klíčových faktorů, které vedly 17. září 1978 k podepsání dohod z Camp Davidu, a o rok později 26. března 1979, k podepsání egyptsko-izraelské mírové smlouvy.
| „                    | Stát Izrael, v těch či oněch hranicích, musí být součástí Blízkého východu. Musíme najít způsob jak žít s Araby. | “ |
| — Ezer Weizman, 1980 | |   |

Po úspěchu s egyptsko-izraelskou mírovou smlouvou naléhal na vládu, aby přijala závazek k diskusi, která by po pěti letech vyvrcholila v řešení konečného statusu Západního břehu. S touto iniciativou však nebyl přijat, a tak nakonec v květnu 1980 v důsledku rozdílných názorů na mírové směřování země vládu opustil. Oficiálně však byl jeho odchod z vlády zdůvodněn nesouhlasem se škrty v armádním rozpočtu. Po rezignaci zvažoval společně s Moše Dajanem založení nové politické strany, za což byl ještě v říjnu téhož roku vyloučen z Likudu. Jako důvod jeho vyloučení je však zmiňováno i hlasování proti ekonomické politice vlády. Poté Weizman odešel z politiky a až do roku 1984 se věnoval podnikání.
V roce 1984 založil novou politickou stranu Jachad, která ve volbách v roce 1984 získala tři poslanecké mandáty. Jelikož z voleb nevyšel jasný vítěz, byla Strana práce a Likud nucena vytvořit vládu národní jednoty s rotačním systémem na postu premiéra a ministra zahraničí, kde se po dvou letech vystřídali Šimon Peres a Jicchak Šamir. Za účast ve vládě získal Weizman post ministra bez portfeje a o rok později byl jmenován koordinátorem pro arabské záležitosti. Z této pozice se snažil pomáhat arabskému obyvatelstvu a normalizovat vztahy s Egyptem. V říjnu 1986 se Jachad oficiálně sloučil se stranou Ma'arach. V roce 1988 získal Weizman další ministerský post, a to funkci ministra pro vědu a technologie. V roce 1990 byl však tehdejším premiérem Jicchakem Šamirem propuštěn, neboť se tajně scházel s členy OOP, čímž porušoval tehdejší izraelské zákony. Strana Ma'arach však tehdy pohrozila odchodem z vládní koalice, díky čemuž se mohl Weizman vrátit. O dva roky později ale nakonec rezignoval a odešel z politiky na protest vůči odporu vlády přímo jednat s palestinskými Araby.

### Prezidentství

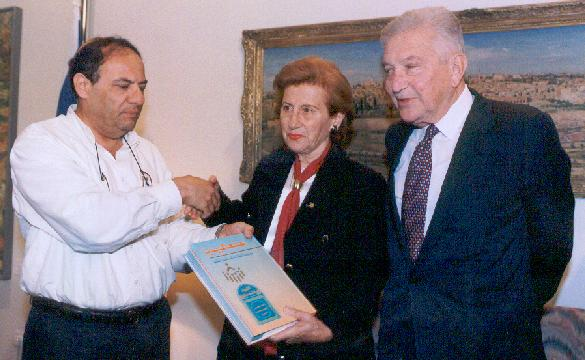
Profesor Dov Goldberger, Reuma Weizmanová a Ezer Weizman

V březnu 1993 byl Knesetem zvolen v pořadí sedmým izraelským prezidentem a do úřadu byl slavnostně uveden 13. května 1993. Do prezidentských voleb byl navržen Stranou práce a jeho protikandidátem byl bývalý předseda Knesetu Dov Šilansky ze strany Likud. Přestože je v Izraeli funkce prezidenta převážně reprezentativní, dokázal v ní být velmi aktivní a často se vyjadřoval k politickému dění v zemi. Od svých předchůdců se odlišoval především neformálností, otevřeností a spontánností. Například v červenci 1993 navštívil sever země, který byl ostřelován teroristy z hnutí Hizballáh, setkal se s raněnými, rodinami padlých a obětí teroristických útoků a nakonec přespal v jednom z bunkrů s vojáky IOS.
Po podepsání mírové dohody z Osla a následné stagnaci mírových jednání se Sýrií se zasazoval o pokračování mírového procesu a aktivně se podílet na něm podílel. Poté, co se v roce 1996 stal Benjamin Netanjahu premiérem (byl obecně vnímán jako odpůrce mírového procesu a zprvu se odmítal setkat s předsedou OOP Jásirem Arafatem) Weizman zašel až tak daleko, že Arafata sám pozval do svého soukromého domu v Caseariji. Téhož roku mu byl Václavem Havlem udělen Řád Bílého lva.
Během svého funkčního období věnoval zvláštní pozornost imigrantům z Etiopie ze zemí bývalého Sovětského svazu. Rovněž posiloval zahraniční diplomatické vztahy: hostil čínského prezidenta Ťianga Ce-mina při jeho návštěvě Izraele v dubnu 2000, přijal papeže Jana Pavla II., spřátelil se s jordánskými králi Husajnem a Abdalláhem. Při svých zahraničních cestách navštívil Indii, Turecko, Egypt, Jihoafrickou republiku, Mexiko, Finsko a v březnu 1997 také jako vůbec první izraelský prezident navštívil Spojené království.
Za svého prvního funkčního období také obnovil tradici zavedenou jeho předchůdci, nazývanou „cestovní fórum.“ Během těchto setkávání, která probíhala každý měsíc, se setkávali izraelští intelektuálové a akademici, aby diskutovali nad klíčovými židovskými otázkami.
Navzdory kritice, které čelil kvůli přílišným zásahům do politického života a politicky nekorektním výrokům na adresu homosexuálů či žen v armádě, se těšil široké podpoře veřejnosti, a nakonec byl v květnu 1998 Knesetem v prezidentských volbách zvolen a nastoupil tak své druhé funkční období jako hlava státu. Poté, co Ehud Barak v roce 1999 vystřídal Netanjahua na postu premiéra, se Weizman vyjádřil pro stažení se z Golanských výšin. Téhož roku se setkal s teroristou Nadžáfem Hawatmehem a v souvislosti s tím prohlásil: „Jsem připraven setkat se i s ďáblem, pokud to pomůže (přinést mír).“
V prosinci 1999 se objevilo obvinění, že Weizman v letech 1985 až 1993, tj. v době, kdy byl poslancem a ministrem, přijal od francouzského podnikatele židovského původu, Edouarda Saroussiho, 300 tisíc dolarů, aniž by to nahlásil finančnímu úřadu. Tento fakt nikdy nepopřel a podle svých slov měl většinu peněz použít na léčbu svého syna Saula, který byl v roce 1970 postřelen egyptským odstřelovačem, a který od té doby trpěl vážnými zdravotními problémy. Došlo sice k zahájení vyšetřování generální prokuraturou, to však bylo nakonec kvůli nedostatku důkazů zastaveno. Přesto se však Weizman rozhodl odstoupit a 13. července 2000 na post prezidenta rezignoval, čímž se stal historicky prvním izraelským prezidentem, který tak učinil.
Zemřel 24. dubna 2005 ve věku 80 let v důsledku respiračního selhání ve svém domě v Caesariji. Na rozdíl od ostatních izraelských prezidentů a premiérů není pohřben na Herzlově hoře v Jeruzalémě, ale společně se svým synem a snachou v Or Akivě.

## Literární činnost
Kneset zmiňuje tři Weizmanovy psané publikace:
- WEIZMAN, Ezer. On Eagles' Wings: The Personal Story of the Leading Commander of the Israeli Air Force. New York: Macmillan Publishing, 1976. 302 s. Dostupné online. ISBN 0-02-625790-4. (anglicky)
- WEIZMAN, Ezer. Battle for Peace. New York: Bantam Books, 1981. 395 s. Dostupné online. ISBN 9780553050028. (anglicky)
- WEIZMAN, Ezer. Ruth, Sof. Tel Aviv: Jediot Achronot, 2002. 254 s. ISBN 965-511-080-x. (hebrejsky)